# Vahrusi
Vahrusi (oroszul: Вахруши) városi jellegű település Oroszország Kirovi területén, a Szlobodszkoji járásban.	
Lakossága: 9715 fő (a 2010. évi népszámláláskor).

## Fekvése
A Kirovi terület központi részén, Kirov területi székhelytől 24 km-re, Szlobodszkoj járási székhelytől 12 km-re helyezkedik el.

## Története
1854-ben a Szlobodszkoji ujezdben a Vahrusev testvérek bőrkikészítő üzemet alapítottak, mely körül kisebb település alakult ki. 1890-ben a család már öt bőrgyárral rendelkezett és kereskedőházat alapított, a faluban pedig templomot építtettek. 1905-ben cipőgyárat helyeztek üzembe, mely elsősorban a hadsereg számára készített lábbeliket. Vahrusi 1938-ban már városi jellegű település volt, iskolaépületében a világháború idején katonai kórház működött. 
A szovjet időszakban a cipőgyárat hatalmas bőr- és cipőipari kombináttá bővítették, ahol óriási mennyiségben készítették a különböző fajta és célú lábbeliket. Az egykor híres kombinátból a Szovjetunió felbomlása utáni időkben több kisebb bőr- és/vagy cipőipari cég alakult.

## Műemlékek
Fennmaradtak a Vahrusev dinasztia tagjai által a 20. század elején építtetett téglaépületek, köztük a régi gyárépület is. Ezeket a szovjet időszakban különböző rendeltetési céllal használták (iskola, lakóépület, kultúrház), és mára erősen leromlottak.